# Epimeria pelagica
Epimeria pelagica is een vlokreeftensoort uit de familie van de Epimeriidae. De wetenschappelijke naam van de soort is voor het eerst geldig gepubliceerd in 1958 door Birstein & M. Vinogradov.